# Abdelilah Galal
Pour les articles homonymes, voir Galal (Homonymie).
Abdelilah Galal (en arabe : عبدالإلهجلال) (né le 20 janvier 1986) est un footballeur égyptien qui actuellement joue pour Al Moqaouloun al-Arab.

## Biographie
Après avoir évolué à Al Ahly SC et à l'Ittihad Alexandrie, il joue désormais au Al Moqaouloun al-Arab depuis 2008.

## Palmarès
- Champion d'Égypte en 2007 avec Al Ahly SC

## Sources
- (en) Cet article est partiellement ou en totalité issu de l’article de Wikipédia en anglais intitulé « Abdelilah Galal » (voir la liste des auteurs).